# Micropygus puerulus
Micropygus puerulus är en tvåvingeart som beskrevs av Octave Parent 1933. Micropygus puerulus ingår i släktet Micropygus och familjen styltflugor. Inga underarter finns listade i Catalogue of Life.